# Neilonellidae
Neilonellidae – rodzina małży słonowodnych zaliczanych do rzędu Nuculanoida z podgromady pierwoskrzelnych.
Do rodziny tej zaliczane są następujące rodzaje:
- Neilonella Dall, 1881
- Pseudoneilonella Laghi, 1986